# Pharos-Maler

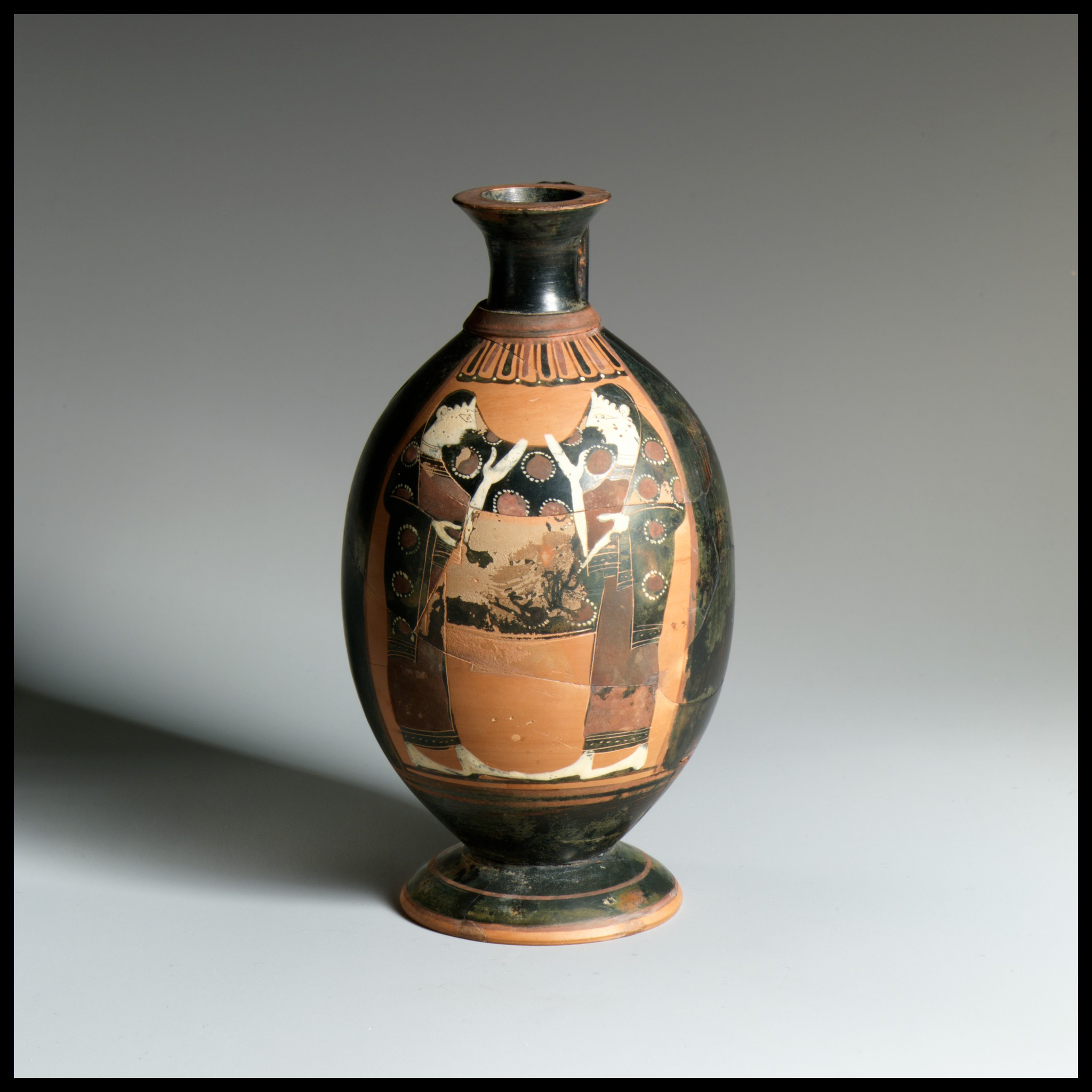
Zwei in einen gemeinsamen Mantel gewickelte Frauen; um 550 v. Chr.; Metropolitan Museum of Art (75.2.10)

Der Pharos-Maler war ein attischer Vasenmaler des schwarzfigurigen Stils um die Mitte des 6. Jahrhunderts v. Chr. (560–540 v. Chr.).
Der Pharos-Maler bemalte ausschließlich Lekythen der sogenannten Sub-Deianeira-Form. Unter der Schalenlippe haben diese ovoiden Lekythen einen kurzen Hals. Die Bemalung erfolgte in Bildfeldern. Der sorgfältige Maler erhielt seinen Notnamen von Emilie Haspels aufgrund der mehrfachen Darstellung des Mantels (φᾶρος, Pharos), den sich zwei weibliche Figuren teilen. Etwas später als der Pharos-Maler ist die Schwarzhals-Klasse anzusetzen.